# Борисов, Владимир Иванович (библиограф)
Владимир Иванович Борисов (род. 25 ноября 1951, село Бея, Хакасская АО, Красноярского края) — библиограф, литературный критик, переводчик, специалист по информатике. Известен исследованием творчества братьев Стругацких.
Лауреат премии им. И. Ефремова (2001) — за вклад в развитие и пропаганду фантастики. Лауреат АБС-премии (2016) — за книгу «Станислав Лем» (совм. с Г. Прашкевичем).

## Биография
Окончил Томский институт АСУ и радиоэлектроники в 1973 году — по специальности «Автоматизация и механизация процессов обработки и выдачи информации». Работал в Пермском НИИ управляющих машин и систем, Алтайском НИИ химической технологии, Абаканском технологическом отделе ВГПТИ, на заводе «Абаканвагонмаш».
Организатор нескольких клубов любителей фантастики в Абакане: «Гонгури», «Центавр», «Массаракш». Является вице-координатором группы «Людены», занимающейся исследованием творчества братьев Стругацких. Редактор-издатель ньюслеттеров «Понедельник», «Громозека», «Тарантога», «Tolkien News» и фэнзина «Проксима». Один из авторов первой отечественной «Энциклопедии фантастики» (1994) и составитель известной двухтомной энциклопедии «Миры братьев Стругацких» (1999).
Автор более 500 статей по фантастике, нескольких переводов с польского, английского, испанского, болгарского, немецкого, чешского.
Разработчик информационно-поисковой системы «Фантастика»; организатор и модератор ряда тематических сетевых конференций в ФИДО.
Редактор официального сайта братьев Стругацких, ведущий разделов «Календарь» и «Текущая библиография» на сайте «Русская фантастика»; один из авторов интернетовской «Экстелопедии фэнтези и научной фантастики»
В кругах любителей фантастики известен под аббревиатурой «БВИ» (первые буквы имени фамилии и отчества и намёк на «Большой Всепланетный Информаторий» — прообраз сети интернет в творчестве Стругацких).
Входит в редакционный совет журнала «Шалтай-Болтай».